# 충청북도의 행정 구역
충청북도의 행정 구역은 3개 시와 8개 군으로 이루어져 있다.

## 행정 구역
| 이름     | 한자     | 인구      | 세대    | 면적   | 행정 지도 |
| -------- | -------- | --------- | ------- | ------ | --------- |
| 청주시   | 淸州市   | 839,626   | 326,413 | 943.30 |           |
| 충주시   | 忠州市   | 208,233   | 82,498  | 983.76 |           |
| 제천시   | 堤川市   | 137,249   | 56,848  | 883.02 |           |
| 보은군   | 報恩郡   | 34,791    | 15,454  | 584.15 |           |
| 옥천군   | 沃川郡   | 53,680    | 22,310  | 537.08 |           |
| 영동군   | 永同郡   | 50,252    | 21,788  | 845.52 |           |
| 증평군   | 曾坪郡   | 33,509    | 13,767  | 81.83  |           |
| 진천군   | 鎭川郡   | 62,609    | 26,218  | 407.02 |           |
| 괴산군   | 槐山郡   | 36,866    | 17,474  | 842.14 |           |
| 음성군   | 陰城郡   | 91,400    | 38,250  | 520.42 |           |
| 단양군   | 丹陽郡   | 31,697    | 14,029  | 780.61 |           |
| 충청북도 | 忠淸北道 | 1,555,952 | 621,811 | 7,433  |           |

 * 면적 인구 2010년 12월 31일 기준

## 상세

### 청주시
- 상당구
- 서원구
- 흥덕구
- 청원구

## 사라지거나 다른지방자치단체로 이관된 행정 구역
- 중원군 - 1995년 1월 1일 충주시에 병합
- 제천군(제원군) - 1995년 1월 1일 제천시에 병합
- 청원군 - 2014년 7월 1일 청주시에 병합(부용면 지역[1]은 2012년 7월 1일에 세종특별자치시로 편입되어 부강면이 됨)